# Pierre Lassave
Pierre Lassave, né en 1948 à Marseille, est un sociologue français, spécialiste de l’étude historique et ethnographique de divers domaines des sciences humaines et sociales, tels que la recherche urbaine, la traduction littéraire, l’exégèse biblique et la sociologie des religions. Il est directeur de recherche émérite au Centre d'études en sciences sociales du religieux (CéSor, EHESS–CNRS).

## Biographie
Pierre Lassave effectue ses études secondaires au lycée Thiers de Marseille. Après un baccalauréat en philosophie (1967), il poursuit des études de sociologie, d’ethnologie et d’économie à Aix-en-Provence. En 1974, il soutient une première thèse en sociologie urbaine : L’institution communale d’Aix-en-Provence, vingt années de politique urbaine (1954–1974).
Il commence sa carrière en tant que chargé d’études au Centre d’études techniques de l’équipement de l’Est, puis devient en 1982 directeur d’études au Centre d’études des transports urbains. Il participe à l'élaboration des Plans de déplacements urbains, instaurés par la Loi d’orientation des transports intérieurs (1982).
En 1991, il est chargé de mission au Plan Urbanisme Construction Architecture (PUCA) et co-dirige la revue Annales de la recherche urbaine (1995-2005). En 1995, il soutient une seconde thèse à l’EHESS sous la direction de Jean-Claude Chamboredon. Il obtient son habilitation à diriger des recherches (HDR) en 2002, à l’Université Paris-V, sous la direction de Jean-Michel Berthelot.
Il devient directeur de recherche au CNRS en 2006, rattaché au Centre d’études interdisciplinaires des faits religieux (devenu CéSor). De 2007 à 2017, il a été rédacteur en chef  des Archives de sciences sociales des religions fondée par Henri Desroche et Gabriel Le Bras.

## Travaux et contributions
Les recherches de Pierre Lassave s’inscrivent dans une sociologie réflexive des savoirs. Il s’intéresse à plusieurs communautés savantes : sociologues urbains,, traducteurs littéraires, exégètes bibliques, et sociologues des religions, qu’il étudie selon une perspective comparative et contextuelle.
Son travail est marqué par une approche sociologique des formes d’écriture, en particulier les tensions et collaborations entre sciences sociales et littérature,.
Dans La sociologie des religions. Une communauté de savoir (2019), il livre une synthèse historique sur cette spécialité. L’ouvrage est salué par Grace Davie pour sa capacité à rendre compte « des dynamiques internes à une discipline ». Un autre compte rendu dans la Revue d’histoire des sciences humaines note sa contribution à l’étude de la sociologie religieuse en France.
Son livre Sciences sociales et littérature (2002) explore les interférences entre écriture scientifique et fiction, avec une attention particulière à la forme narrative.

## Réception critique
Les ouvrages de Pierre Lassave ont été largement commentés dans la littérature académique. Sa synthèse sur la sociologie des religions a reçu un accueil favorable de la part de sociologues français et étrangers,,,. Son ouvrage sur la littérature et les sciences sociales est considéré comme une contribution originale à la réflexion sur les styles d’écriture.

## Principales publications

### Monographies
- Les sociologues et la recherche urbaine dans la France contemporaine, Toulouse, Presses universitaires de Toulouse, coll. « Socio-logiques », 1997, 398 p.
- Sciences sociales et littérature. Concurrence, complémentarité, interférences, Paris, Presses Universitaires de France, coll. « Sociologie d'aujourd'hui », 2002, 244 .
- Bible : la traduction des alliances, Enquête sur un événement littéraire, Paris, L'Harmattan, coll. « Logiques sociales », 2005, 270 p.
- L’appel du texte. Sociologie du savoir bibliste, Rennes, Presses universitaires de Rennes, coll. « Sciences des religions », 2011, 206 p
- La sociologie des religions. Une communauté de savoir, Paris, Éditions de l’EHESS, coll. « En temps et lieux », (Préface Danièle Hervieu-Léger), 2019, 410 p.
- Parcours sociologique. Ville, littérature, religion, Rennes, Presses universitaires de Rennes, Coll. « Sciences des religions », 2025
- « La seconde thèse », Revue de l’Institut de Sociologie, (1996/1), Bruxelles, UniversitéLibre de Bruxelles, 1999, p. 7-164.

### Collectifs dirigés
- Mobilités spatiales, question de société, (avec Antoine Haumont), Paris, L’Harmattan, coll. « Habitat et sociétés », 2001, 196 p[14].
- Villes et guerres , Annales de la recherche urbaine, 91/2001, 184 p[15].
- Urbanité et liens religieux , Annales de la recherche urbaine, 96/2004, 176 p[16].
- Traduire l’intraduisible , Archives de sciences sociales des religions, 147/2009, 240 p[17].
- Durkheim : Les formes élémentaires de la vie religieuse (1912). Retour sur un héritage , Archives de sciences sociales des religions, 159/2012, 263 p[18].
- Cinq vies de recherche. À la naissance des Archives , Archives de sciences sociales des religions, Hors-série, 2020, 230 p[19],[20].